# Seilflechter Tauwerk
Die Seilflechter Tauwerk GmbH mit Sitz in Braunschweig ist ein Hersteller von Seilen und Tauwerk.

## Geschichte

### Gründung
Am 3. Oktober 1745 übernahm der Seilergeselle David Halle (1712–1788), gebürtig aus Cammin in Pommern, eine bestehende Seilerei. Am 7. Oktober 1745 legte er der Braunschweiger Seilergilde sein Meisterstück vor. Auf ihn folgten weitere Generationen in der Werkstatt und im Ladengeschäft am Steinweg 5. Dies waren am 16. Oktober 1783 Eberhard Halle (1748–1800), anschließend seine Witwe, am 9. November 1815 David Halle (1784–1857), ab 1846 Theodor Halle (1820–1896), am 1. Juli 1874 Albert Halle (1847–1917) und am 1. April 1903 Theodor Halle sen. (* 1876) sowie Ernst Halle (1875–1933). Am 1. Januar 1943 traten Hans Halle (* 1906) und Theodor Halle jun. (* 1910) als Teilhaber ein.

### Wandel vom Handwerk zur Fabrik
1878 wurde die erste Flechtmaschine in Betrieb genommen. Die Erweiterung der fabrikmäßigen Herstellung erfolgte auf dem Grundstück Hamburger Straße 29. Während des Zweiten Weltkriegs wurde beim Bombenangriff auf Braunschweig am 15. Oktober 1944 das Grundstück am Steinweg mit Laden, Kontor und Wohnräumen ein Opfer der Flammen, auch die Fabrik an der Hamburger Straße wurde mitsamt Maschinenpark und Rohmaterial zerstört. Den Grundstock für den Wiederaufbau bildeten einige Maschinen, die sich in einem Ausweichbetrieb befanden und erhalten geblieben waren. Die Firmenstandorte Steinweg und Hamburger Straße bestehen heute nicht mehr. 1958 begannen die Betriebstätigkeiten in Bienrode unter den heutigen Anschriften Auf dem Anger 4s und Altmarkstraße 32.

### Wandel in der Rechtsform
Von Beginn an war der jeweilige Betriebsinhaber persönlich haftend. Mit der zunehmenden Geschäftstätigkeit war die Begründung als Gesellschaft zweckmäßig. Dazu Informationen aus dem Handelsregister, geführt beim Amtsgericht Braunschweig.
- Betrieb in Braunschweig: Der 16. Januar 1889 war der Tag der ersten Eintragung. Vom 1. April 1903 bis 30. Dezember 1973 bestand Theodor Halle Sohn als Offene Handelsgesellschaft. Es folgte vom 31. Dezember 1973 bis 4. Februar 1981 Theodor Halle Sohn als Kommanditgesellschaft.

- Betrieb in Bienrode (am 1. März 1974 nach Braunschweig eingemeindet): Vom 1. Januar 1958 bis 10. Juni 1965 bestand Hans u. Wolfgang Halle Seilflechter Tauwerk als Offene Handelsgesellschaft. Es folgte vom 10. Juni 1965 bis 18. Februar 1976 Seilflechter-Tauwerk Hans u. Wolfgang Halle als Offene Handelsgesellschaft, anschließend vom 18. Februar 1976 bis 13. September 2013 Seilflechter-Tauwerk Hans u. Wolfgang Halle, Inh. Wolfgang Halle als Einzelkaufmann. Seit  dem 4. November 1983 besteht Seilflechter Tauwerk GmbH. Die Gesellschaft führt insbesondere auf eigene Rechnung das bisher von der Firma Seilflechter Tauwerk, Hans und Wolfgang Halle, betriebene Geschäft fort. – Andreas Halle ist in der 9. Generation Geschäftsführender Gesellschafter der im Familieneigentum befindlichen Firma, die 10. Generation ist ebenfalls darin tätig.

### Wandel in der Geschäftstätigkeit
Frühere Standard-Erzeugnisse waren Seilerwaren unterschiedlicher Art, z. B. geschlagen und geflochten. Spezialitäten im Jahr 1914 waren Loggleinen, Flaggleinen, Bremsleinen, Signal- und Zugleinen, Wäscheleinen, Feuerwehrleinen, Theaterleinen, Rolloschnüre, Angelschnüre aus Seide und Hanf sowie geflochtene Taue, Leinen und Schnüre jeder Art.
Die zunehmenden turnerischen und sportlichen Betätigungen wurden zum Anlass genommen, viele der dafür erforderlichen Gerätschaften als Handelswaren anzubieten. In der Folge kam Kinderspielzeug hinzu, unter anderem als Vertragshändler für Steiff (Kuscheltiere mit dem Knopf im Ohr) und Märklin (Modell-Eisenbahnen). 1942 wurden zusätzlich zu den Seilerwaren  Spielwaren, Sportartikel und Bürstenwaren angeboten. Es gab ein reichhaltiges Spielwarenlager mit Artikeln für Sommer- und Wintersport sowie Bürstenwaren.

## Das Unternehmen heute
Die Seilerei ist das „Herzstück“ der Firma, deshalb ist „Seil“ die allgemeine Bezeichnung, mitunter ist auch „Leine“ üblich. Auf rund 500 automatisch arbeitenden Maschinen werden etwa 140.000 Meter Seil pro Tag hergestellt. Ergebnisse sind geschlagenes und geflochtenes Tauwerk, dieses als Quadratgeflecht, als Hohlgeflecht und als Kern-Mantel-Geflecht. Zusätzlich zum Standard-Sortiment gibt es Sonderanfertigungen für spezielle Einsatzzwecke.
Aus eingekauften Kunststoff-Fasern werden Fäden hergestellt und daraus Garne. Der weitere Arbeitsschritt mit den Garnen ergibt Kardeele, womit Seile hergestellt werden. Seile werden zu Trossen bis 80 Millimeter Durchmesser verarbeitet.
Die Endfertigung, zumeist als Handarbeit, wird in vielen Bereichen maschinell unterstützt. Die Arbeiten erfolgen am Standort, in Werkstätten der Lebenshilfe und sie werden auch als Heimarbeiten ausgeführt. So werden die „endlos“ hergestellten Seile in vorgegebene Längen geschnitten und auf Spulen gewickelt. Für Baumärkte werden die Hängeregal-Aufhänger bestückt und etikettiert. Auf den Etiketten sind oftmals Handelsmarken angegeben, nicht jedoch der Hersteller.
Die Materialprüfung ist ein wesentlicher Teil der Qualitätssicherung. Zur Zugfestigkeitsprüfung stehen Maschinen bis 700.000 Newton (nach alter Maßeinheit: ≈ 70 Tonnen) Zugkraft bereit.
Der Verkauf erfolgt hauptsächlich zum jeweiligen Fachhandel, meistens in die Industrie, zum Wassersport und in Baumärkte. Es gibt Vertragshändler in 14 Ländern. Das eigene Geschäft am „Seilerplatz“ bietet Waren im „Do-It-Yourself“-Sortiment.

### Erzeugnisse
Gegenstand des Unternehmens ist die Herstellung und der Vertrieb von Seilen sowie der Handel mit Gurten, Ketten, Zubehör und artverwandten Artikeln. Das Angebot ist auf mehrere Sparten ausgerichtet und zwar: Nautik, Forstwirtschaft, Offroad, Veranstaltungen, Feuerwehr, Freileitung und Do-It-Yourself. Zum Vertrautmachen mit den angebotenen Produkten werden zielgruppenorientierte Seminare mit praktischen Vorführungen durchgeführt.